# Коммуникационные теории Инниса
Основная статья: Гарольд Адамс Иннис

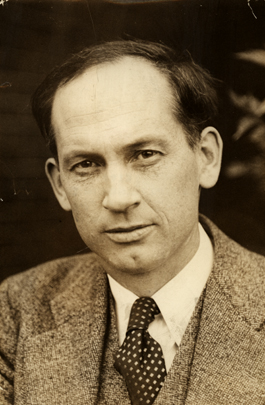
Гарольд Иннис в 1920 г.

Гарольд Адамс Иннис (5 ноября 1894 — 8 ноября 1952) — профессор политической экономии Торонтского университета, автор трудов по экономической истории Канады, а также ряда работ по исторической роли средств коммуникации в развитии цивилизаций.

## История исследований Инниса в сфере коммуникаций
В 1940-е годы Иннис занимался разработкой коммуникационных теорий, в которых он рассматривал средства массовой информации в качестве одного из важнейших факторов формирования культуры и развития цивилизаций. Именно с этого периода (1946—1952) отсчитывается начало канадских исследований в сфере медиа. Иннис был первым, кто изучал историческое развитие цивилизаций в сопряжении с развитием коммуникационных технологий, которые способствовали формированию потоков знаний и информации. Инниса интересовала коммуникация в большей степени как процесс, в меньшей — как структура. Он уделял особое внимание изучению последствий влияния коммуникаций. Для Инниса технологии медиа были важнее их содержания. Всё это было характерно для теорий, выдвинутых представителями Торонтской школы коммуникации. Однако подход Инниса отличался тем, что он рассматривал эти явления на уровнях страны, империи и цивилизации.

## Коммуникационные теории

### Время и пространство
Одним из основных вкладов Инниса в теорию коммуникаций является применение к различным СМИ таких показателей, как время и пространство. Согласно концепции исследователя, СМИ можно подразделить на временно-ориентированные (time-biased) и пространственно-ориентированные (space-biased). В категорию временных СМИ Иннис включил такие дорогие и долговечные материалы, как глина, камень и пергамент. Они позволяют сохранять и транслировать небольшое количество значимой информации для достаточно узкого круга людей. Причиной этого выступает, прежде всего, трудность производства большого количества текстов на этих носителях.
К категории пространственно-ориентированных медиа Иннис относит дешёвые и легкодоступные материалы: папирус, бумага. Их использование позволяет быстро и эффективно доносить больший объём информации до широкой аудитории на значительные расстояния. Однако, несмотря на все преимущества, этот вид СМИ имеет непродолжительный период воздействия на читателей и не всегда вызывает должное доверие, в отличие от информации, которая прошла проверку временем.
Таким образом, в культурном плане временно-ориентированные СМИ имеют большую традиционную и религиозную ценность, тогда как пространственно-ориентированные направлены на развитие технологий, светскость. В своих исследованиях Иннис подчёркивал, что для процветания любого общества следует соблюдать баланс между этими двумя категориями. Так он создал модель «идеального государства», характерной чертой которого является способность иметь в равной степени временно- и пространственно-ориентированные медиа.
Говоря о современной западной цивилизации, Иннис подчёркивал, что она находится в состоянии кризиса: из-за СМИ она «одержима настоящим», а значит, развивается только в пространственной ориентации.

### Империя и коммуникации
При детальном анализе исторических данных, Иннис поместил в центр исследования цивилизаций массовую коммуникацию. Он стремился установить связь между типом средств массовой информации и видом социального устройства, а также влиянием определённого вида медиа на взлёты и падения древних империй.
Иннис в своей коммуникационной теории попытался показать, что временно- и пространственно-ориентированные СМИ затронули сложные взаимосвязи между знаниями и властью, которые необходимы для существования империи. Иннис писал, что это взаимодействие всегда имело решающее значение в понимании сущности империи.
В своих трудах «Империя и коммуникации» и «Предвзятость в коммуникации» Иннис стремился доказать на примерах Греции, Рима и Египта, что письменная информация находилась под полным контролем элиты первых империй. Со временем письменность стала основным средством коммуникации между властью и народом. До использования элитой письменного слова основной формой общественной коммуникации был диалог, в связи с этим власть не имела чётких очертаний.
Иннис выделял использование властями письменного слова в качестве основного фактора расширения империй. Переход от различных медиа носителей обуславливало и переход к новому этапу организации общества. Это можно увидеть на примерах перехода от использования камня к использованию папируса, что обусловило переход от абсолютной монархии к более демократичной организации общества. Переход в Средние века от пергамента к бумаге оказал значительное влияние на изменение в социальной структуре общества. Так, объединение религиозной и светской власти произошло за счёт развития письменности европейских языков, распространения бумаги и замещения ими латинских текстов, написанных на пергаменте.
Говоря о современной эпохе, Иннис также отметил, что такие новые средства коммуникации, как телеграф и телефон, также позволили внести изменения в социальной структуре общества: за счёт этих средств процесс осуществления контроля над значительными географическими территориями стал заметно проще.
Проанализировав историю формирования и развития различных цивилизаций, в своих коммуникационных теориях Иннис пришёл к выводу, что каждая историческая эпоха сталкивается с решением проблем, связанных с монополизацией СМИ политической элитой. И решением этих проблем выступает появление новых типов медиа, которые приводят к сильным изменениям в культурной и социальной структурах общества.

## Влияние теорий Инниса
Предложенные Иннисом и М. Маклюэном идеи о связи СМИ и различных видов социальной культуры положили начало Торонтской школе коммуникации и впоследствии были подхвачены многими последователями канадской школы коммуникации.
Маршалл Маклюэн, преподававший месте с Иннисом в Торонтском университете, всегда признавал сильное воздействие трудов Иннеса на его собственные работы, как, например, «Галактика Гутенберга» («The Gutenberg Galaxy») и «Понимание медиа» («Understanding Media»). Влияние идей Инниса можно заметить и в том, что в своих рассуждениях Маклюэн связывал сложное доалфавитное письмо с жреческой властью, а переход к алфавитному письму — с властью военных. Рассмотрение исторических аспектов влияния коммуникации на цивилизации присутствует повсеместно в трудах Инниса, в частности, в одной из самых значимых его работ «Империя и коммуникации».

## Критика
Вклад Инниса в исследование коммуникационных процессов учёные оценивают достаточно высоко, что прежде всего объясняется тем, что он как исследователь привнёс свой уникальный взгляд на процесс взаимодействия коммуникации и цивилизации. Это новый взгляд был обусловлен стремлением самого Инниса найти новую парадигму, ведь до начала своих исследований в сфере коммуникаций он был представителем другой парадигмы — экономической.
Современные учёные всё больше признают значимость исследований Инниса для медиаэкологии. Гарольд Иннис первым взглянул на процессы коммуникации как на ключевые процессы, определяющие историческое развитие цивилизаций. В частности, он уделил особое внимание технологиям, позволяющим создать потоки знаний и информации и тем самым оставил на втором плане анализ экономических процессов, связанных с развитием путей сообщения и торговлей.
Изначально труды Инниса не нашли столь широкого распространения, как труды его коллеги и последователя М. Маклюэна, однако, со временем его фундаментальные идеи получили признание не только среди медиаэкологов, но и среди представителей других наук. Можно сказать, что теории двух канадских учёных Г. Инниса и М. Маклюэна взаимодоплняют друг друга: в то время как Иннис проводил связь между технологиями коммуникации и социальной и экономической организациями общества, Маклюэн устанавливал взаимосвязь между медиа, чувствованием и мышлением человека.